# Antonyivkai vasúti híd
Az Antonyivkai vasúti híd (ukránul: Антонівський залізничний міст, magyar átírásban: Antonyivszkij zaliznicsnij miszt) a Dnyeperen átvezető vasúti híd Ukrajna Herszoni területén. A híd Herszontól keletre, Antonyivka település közelében, Pridnyiprove falunál található. A hídon vezet át az Odesszai Vasúthoz tartozó Herszon–Dzsenkoj-vasútvonal, amely Dél-Ukrajna és a Krím között biztosít vasúti kapcsolatot. A 2022-es orosz-ukrán háború során részlegesen megsemmisült, így azóta nincs rajta forgalom.

## Fekvése és jellemzői
A híd a 43,5. folyamkilométernél található, nem sokkal az Inhulec dnyeperbe torkolata után, 6 kilométerre keletre a Herszonhoz tartozó, városi jellegű Antonyivka településtől, amelyről a nevét kapta. A terület miatt a híd erősen aszimmetrikus: a folyásirány felőli jobb oldalon közvetlenül már magas domboldal húzódik a part mentén, így a vasút közvetlenül jut fel a 4 medernyílásos, nagyjából 540 méteres főmedri acélhídra, míg a bal part egy hosszan elnyúló lapos ártér, így a sínek egy 1,3 kilométer hosszú, betonpilléreken nyugvó felvezető rámpán kell végighaladniuk a Konka folyón lévő 50 méter hosszú acélhídig, amelytől magas földtöltés vezet a 2 kilométerre lévő, ártér felé nyúló dűnékig.

## Története
A híd építése 1939-ben kezdődött, de a második világháború kitörése és a Barbarossa hadművelet miatt az első pillérek felállítása után félbeszakadt. A németek egy vasúti hidat építettek valamivel lejjebb, amely még a háború alatt elpusztult.
Ez az átkelő a Krímbe, majd a Kercsi-szoroson keresztül a Kaukázusba történő áruszállítást lett volna hivatott biztosítani. Az építkezés 1943 kora tavaszán kezdődött. Először egy pontonhíd épült a két part között, a folyó fölé két drótkötélpályát feszítettek. Ehhez az átkelőhöz külön síneket fektettek le, amelyen árut és építőanyagokat szállítottak. Az építkezés 8 hónapig tartott. A nehéz és veszélyes munkát hadifoglyok végezték. Így épült meg a 2 km hosszú vasúti híd, amelynek magassága 10 méter volt a víz felett. Hivatalosan 1943. november 2-án adták át. Ezt a szerkezetet tartják a legnagyobbnak a nácik által a második világháború alatt a megszállt területeken épített vasúti hidak közül. Az egész szerkezetet hét vasbeton pillér támasztotta alá. A visszaemlékezések szerint a 32 méter hosszú hídpillérek maradványai még ma is láthatók a herszoni árterekben. Fényképek és filmfelvételek fennmaradtak a német vasúti hídról, amely a néhány méterrel lejjebb állt a jelenlegi hídtól. 
A híd azonban nem állt sokáig: mindössze 50 napig. 1943. december 18-án, a szovjet offenzíva során a Herszon régió bal partján felrobbantották. A szerkezetet, amely a német megszállóknak 45 millió birodalmi márkába került, hamar megsemmisítették.
A közel egy kilométer hosszú stratégiai jelentőségű híd megépítésével 1949-ben egy vízi akadályok leküzdésében jártas vasúti mérnökezredet bíztak meg. A vasúti hidat 1954. december 12-én helyezték üzembe.
A 2022-ben kezdődő Ukrajna elleni orosz támadás során a híd stratégiai fontosságúvá vált, mint a nyugatra tartó orosz csapatok útvonala. Miután a híd a háború első napjaiban, 2022. február 26-án orosz kézre került, 2022 nyarán ukrán légitámadások tették járhatatlanná. Az Ukrán Fegyvres Erők 2022. július 26-án HIMARS rakétarendszerrel támadást intéztek a híd ellen és megrongálták azt. 2022 novemberében az orosz csapatoknak a Dnyeper jobb partjáról való kivonulása során a híd teljesen megsemmisült, akárcsak a közeli Antonyivkai közúti híd.

## Fordítás
- Ez a szócikk részben vagy egészben  a(z)   Антонівський залізничний міст című ukrán Wikipédia-szócikk ezen változatának fordításán alapul.  Az eredeti cikk szerkesztőit annak laptörténete sorolja fel. Ez a jelzés csupán a megfogalmazás eredetét és a szerzői jogokat jelzi, nem szolgál a cikkben szereplő információk forrásmegjelöléseként.
- Ez a szócikk részben vagy egészben  az   Antonivka Railway Bridge című angol Wikipédia-szócikk ezen változatának fordításán alapul.  Az eredeti cikk szerkesztőit annak laptörténete sorolja fel. Ez a jelzés csupán a megfogalmazás eredetét és a szerzői jogokat jelzi, nem szolgál a cikkben szereplő információk forrásmegjelöléseként.